# Aukštaitija
| Lituania minore Samogizia Aukštaitija | Sudovia Dzūkija |

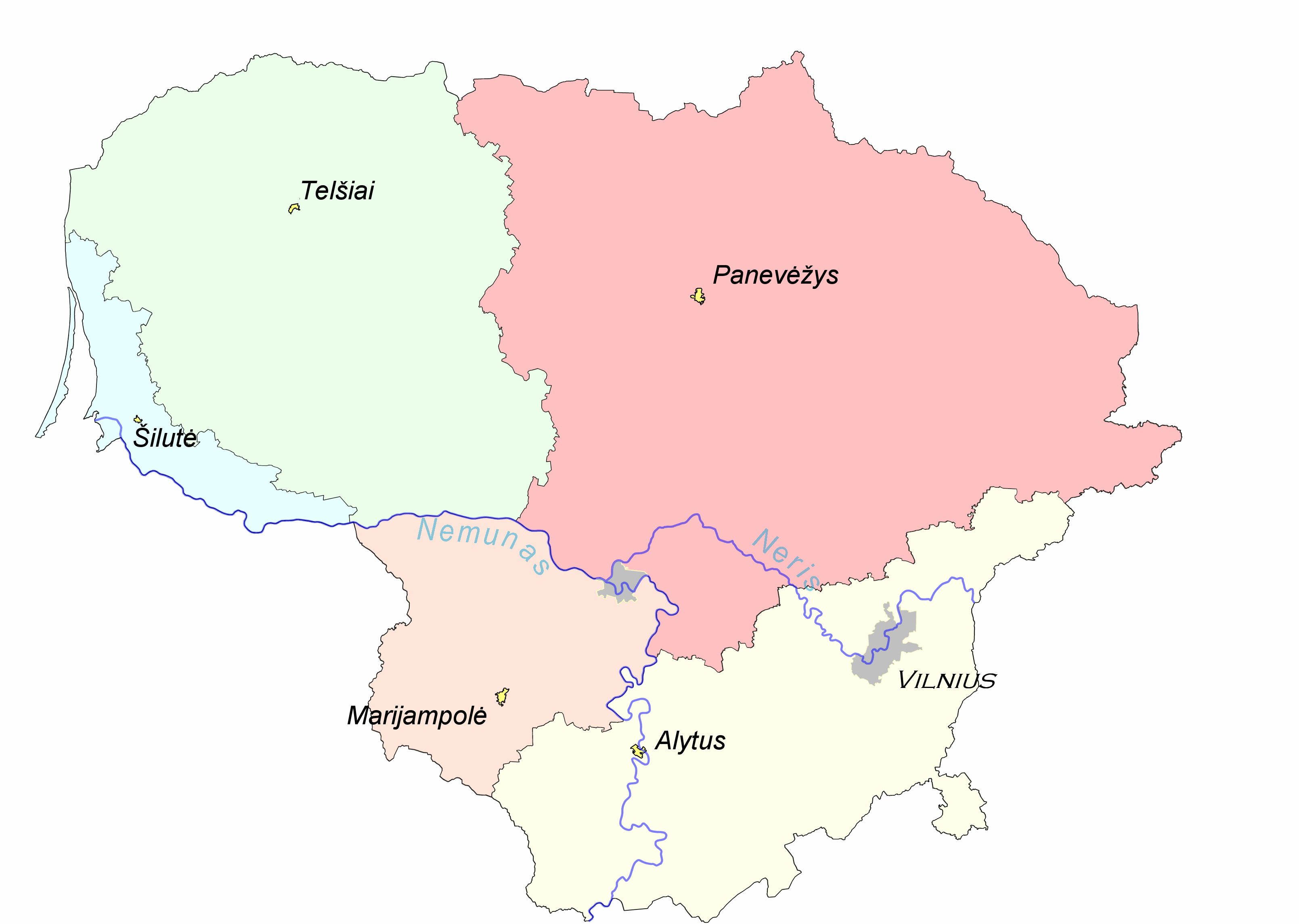
Le regioni della Lituania

L'Aukštaitija (letteralmente dal lituano terre alte o terre montuose) è una delle regioni etnografiche e storiche della Lituania, situata nella parte nord-orientale del paese.
Il nome deriva dai rilievi collinari presenti nella regione che è anche molto ricca di laghi.

## Geografia

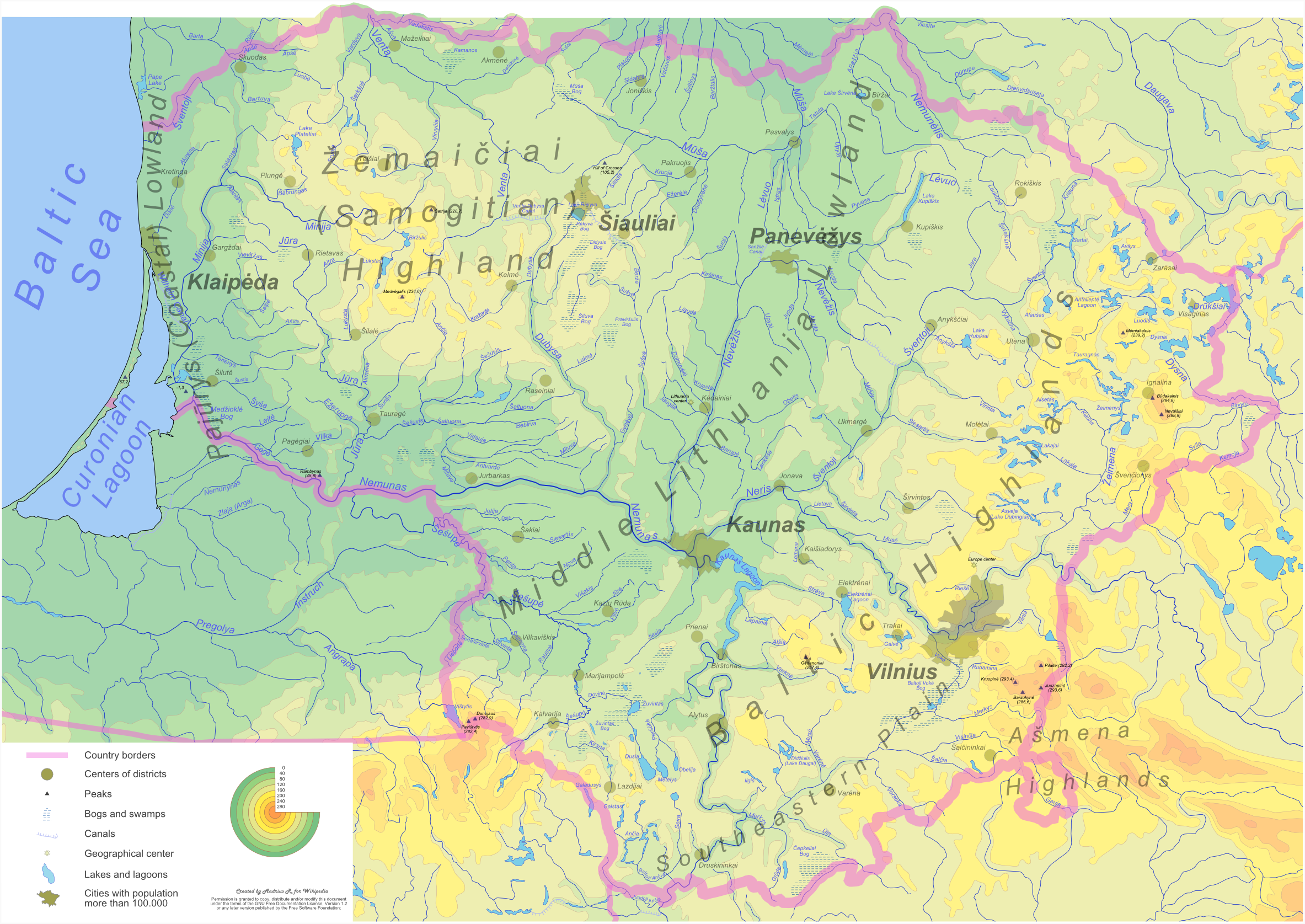
Mappa geografica dettagliata della Lituania

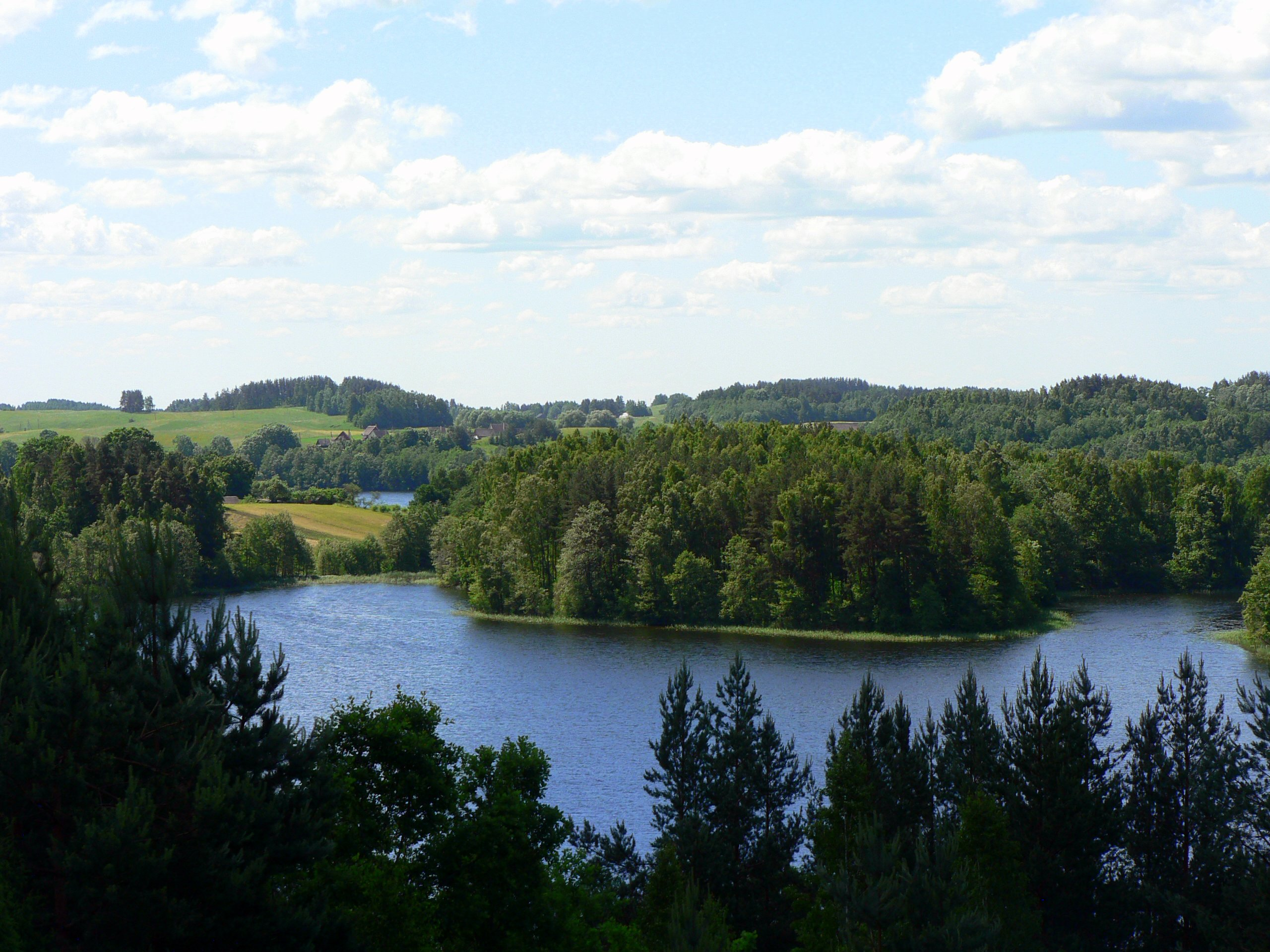
Paesaggi dell’Aukštaitija

Storicamente, la regione comprende anche una parte del territorio della Lettonia e della Bielorussia.
La città principale, definita come capoluogo della regione benché non abbia alcuna valenza di tipo amministrativo o politico, è Panevėžys (il distretto conta più di 100 000 abitanti). 
Le città principali della regione (oltre i 20 000 abitanti) sono:
- Panevėžys - 119749
- Jonava - 34954
- Utena - 33860
- Kėdainiai - 32048
- Visaginas - 29554[6]
- Ukmergė - 28759
- Radviliškis - 20339

La regione presenta diversi laghi, soprattutto ai confini politici della Lituania. Basti pensare al lago Drūkšiai, al lago Sartai e al lago Visaginas.

## Storia

### Medioevo ed età moderna
A partire dal XIII secolo, l’Aukštaitija è quasi sempre stata parte del Ducato di Lituania. Il centro più importante dell’epoca è stato con ampia probabilità Kernavė. Nel trattato di Gediminas del 1322, Aukštaitija è chiamata terra Eustoythen (ovvero terra degli Aukštaitiani = abitanti degli altipiani). Aukštaitija è invece definita col termine Austechia nel Chronicon terrae Prussiae di Pietro di Duisburg scritto intorno al 1326. Oltre che a livello geografico, l’area ha dunque rivestito importanza politica sin dal XIII secolo: più tardi verrà ricompresa dal ducato di Vilnius e il ducato di Trakai, ma è verosimile che parlando di Aukštaitija, si identificassero entrambe le zone. Dal XV secolo infatti, a formare l’Aukštaitija furono i neonati Voivodato di Trakai e Voivodato di Vilnius, costituendo un areale storicamente noto in atti ufficiali come Lithuania Propria.

### Oggi
La regione dell’Aukštaitija è adesso stata sostituita integralmente o parzialmente dalle contee di:
- Panevėžys
- Utena
- Kaunas
- Šiauliai
- Vilnius

## Società

### Lingue
La gran parte della popolazione parla il dialetto aukštaiziano; a causa delle nuove classificazioni dei dialetti in Lituania risultano due gruppi dialettali, l'Aukštaiziano e il dialetto della Samogizia con i diversi sottodialetti. Il dialetto della Sudovia e della Dzūkija sono considerati parte del dialetto Aukštaiziano che quindi viene chiamato Aukštaiziano orientale.
Vi sono minoranze russe e bielorusse nell'est della regione.